# Visione periferica

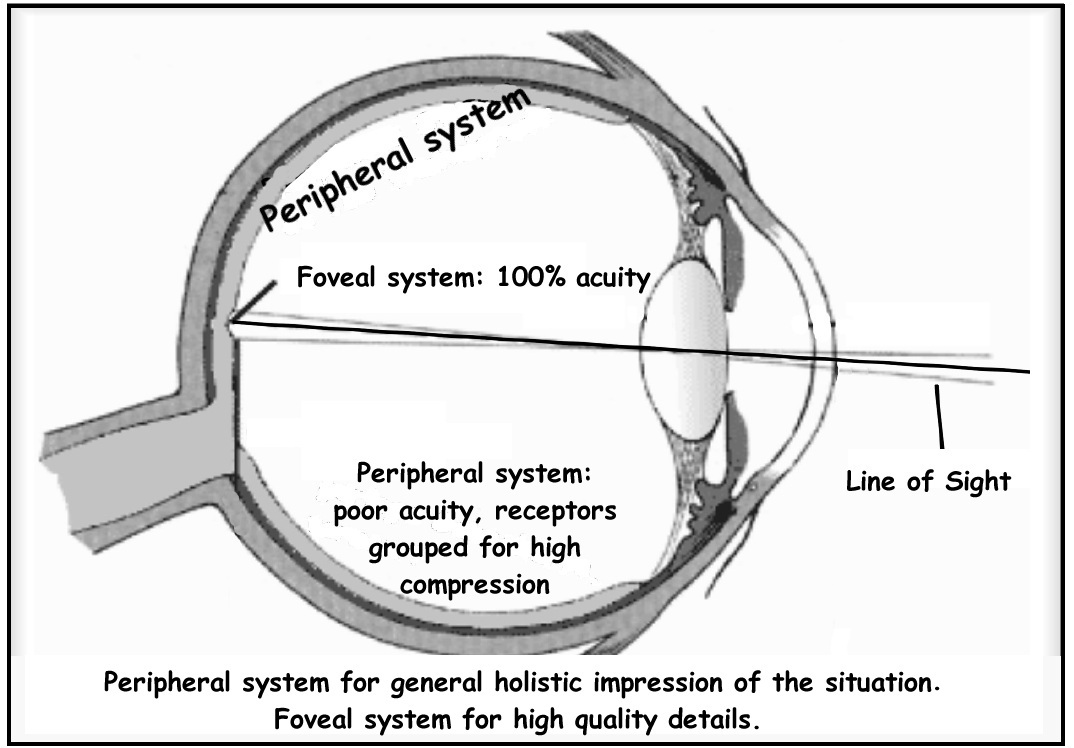

Visione periferica dell'occhio umano

Campo visivo dell'occhio umano

La visione periferica è una parte della visione che risiede al di fuori del centro dello sguardo. Esiste un ampio set di punti del campo visivo che non sono centrali e vengono inclusi nella nozione di visione periferica. La visione “periferica lontana” comprende le aree agli estremi del campo visivo, la visione “medio-periferica” quelle nelle porzioni intermedie e la visione “periferica vicina”, a volte chiamata visione “para-centrale”, quelle delle zone subito adiacenti al centro dello sguardo.

## Confini

### Confini interni
I confini interni della visione periferica possono essere definiti in vari modi in funzione del contesto. Nel linguaggio di tutti i giorni il termine “visione periferica” è spesso usato per riferirsi a quanto tecnicamente verrebbe definito “visione periferica lontana”. Questa è la visione al di fuori del range della visione stereoscopica. Può essere concepita come delimitata al centro da un cerchio di raggio 60º o diametro 120º centrato attorno al punto di fissazione, i.e., il punto su cui si fissa lo sguardo. Ad ogni modo, nell'uso comune, la visione periferica può anche riferirsi all'area al di fuori di un cerchio di raggio 30º o diametro 60º. Nelle discipline che hanno una relazione con la visione, come la fisiologia, l'oftalmologia, l'optometria, o le scienze della visione in generale, i confini interni della visione periferica sono definiti più precisamente in termini di una delle regioni anatomiche della porzione centrale della retina, generalmente la fovea.
La fovea è una depressione conica nel centro della retina che misura 1,5 mm di diametro e corrisponde a 5º del campo visivo. I confini esterni della fovea sono visibili al microscopio, o con tecniche di imaging microscopiche come la OCT o la MRI microscopica. Quando si guarda attraverso la pupilla, come nelle visite agli occhi (usando un oftalmoscopio o fotografie della retina), è visibile solo la porzione centrale della fovea. Gli anatomisti si riferiscono a ciò come fovea nel senso clinico, e dicono che corrisponde alla regione anatomica della foveola, una struttura dal diametro di 0,35 mm che corrisponde a 1º del campo visivo. Nell'uso clinico la parte centrale della fovea è semplicemente chiamata fovea.
In termini di acutezza visiva, la “visione foveale” può essere definita come la parte della retina dove l'acutezza visiva è di almeno 20/20 (metrica 6/3). Questo corrisponde alla zona foveale non vascolarizzata (FAZ) con un diametro di 0,5 mm e rappresenta 1,5º del campo visivo. Sebbene idealizzate spesso come cerchi perfetti, le strutture centrali della retina tendono ad essere ovali irregolari. Quindi, la visione foveale può anche essere definita come i gradi centrali entro 1,5-2 del campo visivo. La visione al centro della fovea è generalmente chiamata visione centrale, mentre la visione al di fuori della fuori è definita visione periferica, o indiretta.
Una regione a forma di anello che ricopre la fovea, conosciuta come la parafovea, viene a volte considerata per rappresentare una forma intermedia di visione chiamata visione paracentrale. La parafovea ha un diametro esterno di 2,5 mm e rappresenta 8º del campo visivo. La macula, una regione della retina che viene definita come una regione che possiede almeno 2 strati di gangli (fasci di fibre nervose e corpi cellulari), viene a volte considerata come il confine della visione periferica con quella centrale. La macula ha un diametro di 5,5 mm e corrisponde a 18º del campo visivo. Guardando dalla pupilla è visibile solo la parte centrale della macula. Conosciuta dagli anatomisti come macula “clinica” (mentre in clinica è riconosciuta semplicemente come macula), questa regione interna si pensa corrispondere alla zona anatomica della fovea.
La linea di divisione tra visione periferica vicina e media ad un raggio di 30º si basa su diverse caratteristiche della prestazione visiva. L'acutezza visiva diminuisce di circa il 50% ogni 2,5º dal centro fino a 30º, punto al quale l'acutezza visiva declina più ripidamente. La percezione dei colori è forte a 20º ma bassa a 40º. 30º viene quindi considerata come la linea di divisione tra una percezione adeguata o scarsa dei colori. Nella visione adattata al buio, la sensibilità alla luce è in funzione della densità dei bastoncelli, la quale ha un picco a 18º. Da 18º verso il centro la densità dei bastoncelli declina più gradualmente, seguendo una curva con punti di inflessione distinti che risultano in due gobbe. Il limite esterno della seconda gobba è a circa 30º e corrisponde all'estremità esterna della visione notturna.

### Limiti esterni
I limiti esterni della visione periferica corrispondono ai confini dell'intero campo visivo. Per un singolo occhio, l'estensione del campo visivo può essere definita in termini di quattro angoli, ognuno misurato dal punto di fissazione, i.e., il punto su cui è focalizzato lo sguardo. Questi angoli, che rappresentano le quattro direzioni cardinali, sono 60º il superiore (up), 60º nasale (verso il naso), 70-75º l'inferiore (down) e 100-110º temporale (lontano dal naso verso la tempia). Per entrambi gli occhi, il campo visivo combinato è 130-135º in verticale e 200-220º in orizzontale.

## Caratteristiche
La perdita della visione periferica assieme al mantenimento di quella centrale viene definito visione a tunnel, e la perdita della visione centrale con ritenzione di quella periferica scotoma centrale.
La visione periferica è debole negli umani, specialmente per quanto riguarda distinguere dettagli, colori e forme. Questo perché la densità dei recettori e cellule gangliari nella retina è molto maggiore al centro e minore agli estremi, e inoltre la rappresentazione nella corteccia visiva è molto inferiore rispetto a quella corrispondente alla fovea (vedi sistema visivo per spiegazioni su questi concetti). La distribuzione delle cellule recettoriali nello spessore della retina è diversa tra i due tipi principali, i coni e i bastoncelli. I bastoncelli non sono in grado di distinguere i colori e hanno il picco di densità nella periferia vicina (a 18º dal centro), mentre la densità dei coni è maggiore al centro, nella regione della fovea, e da qua declina rapidamente (con una funzione lineare inversa).
La flicker fusion treshold diminuisce andando verso la periferia, ma fa questo ad un tasso inferiore rispetto alle altre funzioni visive; quindi la periferia ha un vantaggio relativo nel percepire il flicker. La visione periferica è anche relativamente buona per percepire il movimento (una caratteristica delle Magno cells).
La visione centrale è relativamente debole al buio siccome i coni hanno minore sensibilità a bassi livelli di illuminazione. I bastoncelli, che sono concentrati nelle porzioni distanti dalla fovea, operano meglio dei coni a bassi livelli di illuminazione. Ciò rende utile la visione periferica nel ricercare le sorgenti di luce tenue di notte (come ad esempio le stelle più tenui). Infatti, i piloti devono usare la visione periferica per scrutare gli aerei di notte.
La distinzione fra la visione foveale (a volte detta anche centrale) e quella periferica sono riflesse poi nelle sottili differenze anatomiche e fisiologiche nella corteccia visiva. Le differenti aree visive contribuiscono all' elaborazione delle informazioni provenienti dalle diverse parti del campo visivo, e un complesso di aree visive situato lungo le estremità della fessura interemisferica (una profonda fessura che separa i due emisferi cerebrali) sono state collegate alla visione periferica. È stato supposto che queste aree sono importanti per le risposte veloci agli stimoli visivi nella periferia, e ai movimenti del corpo dovuti alla gravità.
La visione periferica può essere allenata; per esempio, i giocolieri che collocano e catturano regolarmente oggetti agli estremi della propria visione periferica hanno migliorato le proprie capacità. I giocolieri si focalizzano su un punto fisso a mezza altezza, quindi la maggior parte delle informazioni per la riuscita delle prese è percepita nella regione periferica vicina. 

## Funzioni
Le più importanti funzioni della visione periferica sono:
- Riconoscimento delle forme e delle strutture ben conosciute senza il bisogno di mettere a fuoco con la visione foveale,
- Identificazioni di forme e movimenti simili (la psicologia della Gestalt insegna),
- Rilascio di sensazioni che formano il background di una percezione visiva dettagliata.

## Visione periferica estrema

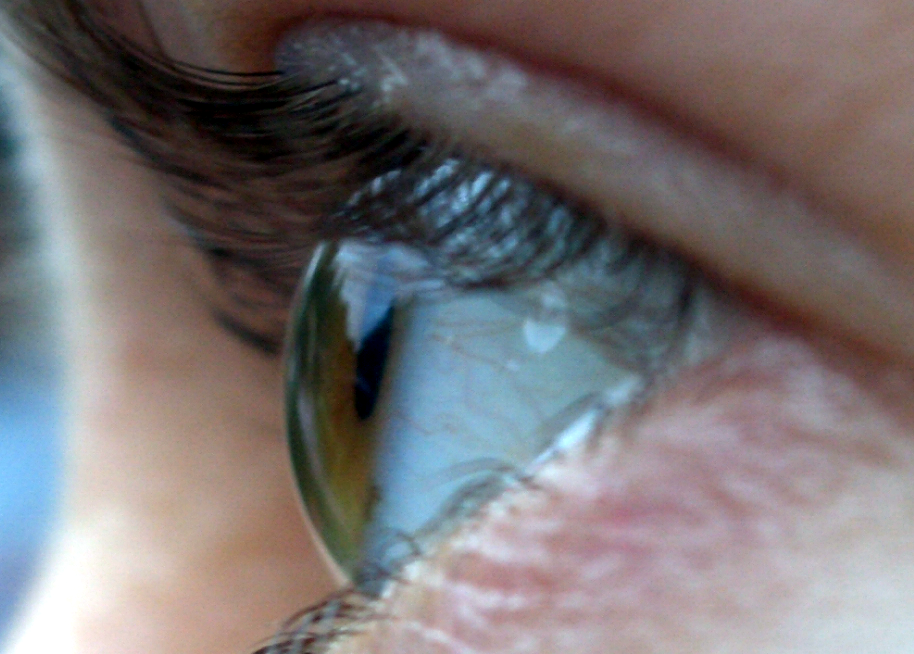
Visione laterale di un occhio umano, vista approssimativamente a 90°, che mostra come l'iride e la pupilla sembrino rivolti verso chi guarda, dovuto alle proprietà ottiche della cornea e dell'umor acqueo.

Quando sono guardate ad angoli ampi, l'iride e la pupilla sembrano essere ruotati verso colui che guarda, questo è dovuto alla refrazione ottica nella cornea. Perciò la pupilla rimane visibile ad angoli maggiori di 90°.